# Aleksander Orłowski

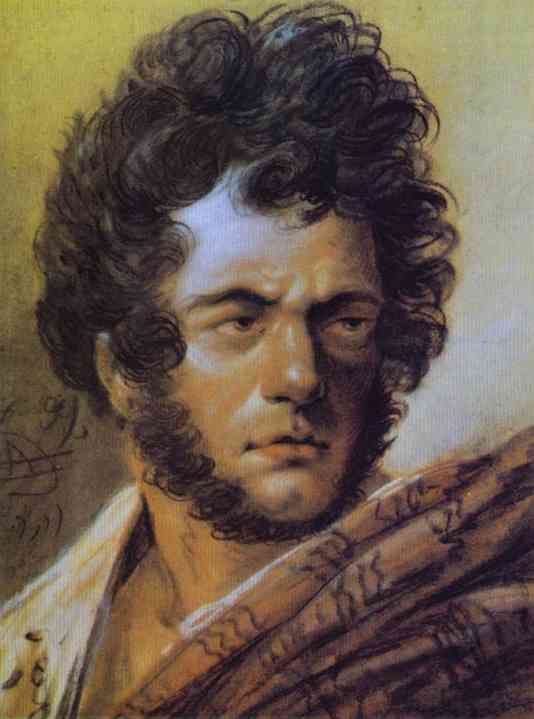
Chân dung tự họa

Aleksander Orłowski (sinh ngày 9 tháng 3 năm 1777 – mất ngày 13 tháng 3 năm 1832) là một họa sĩ và họa sĩ phác họa người Ba Lan. Ông là người tiên phong về in thạch bản ở Đế quốc Nga.

## Tiểu sử
Aleksander Orłowski sinh ra trong một gia đình quý tộc nghèo khó ở Warsaw. Từ bé, nhờ nổi danh là một thần đồng nên ông được Izabela Czartoryska tài trợ để theo học lớp vẽ của họa sĩ Jan Piotr Norblin. Năm 1793, Aleksander Orłowski đầu quân Quân đội Ba Lan và chiến đấu trong Cuộc khởi nghĩa Kościuszko chống lại Đế quốc Nga và Phổ. Vì bị thương nên ông quay lại Warsaw. Tại đây, nhờ tài trợ của Hoàng thân Józef Poniatowski, ông có thể tiếp tục học tập. Aleksander Orłowski theo học nhiều họa sĩ nổi tiếng lúc bấy giờ, bao gồm Norblin, Marcello Bacciarelli và Wincenty Lesserowicz.
Năm 1802, sau Phân chia Ba Lan, Aleksander Orłowski chuyển đến Nga và trở thành người tiên phong về in thạch bản tại đây. Ông mất ngày 13 tháng 3 năm 1832 tại Saint-Peterburg.
Aleksander Orłowski vẽ vô số bản phác họa về cuộc sống hàng ngày ở Ba Lan và Nga. Ông cũng vẽ những diễn biến trong Cuộc khởi nghĩa Kościuszko và các trận chiến khác của Ba Lan.
Aleksander Orłowski được nhắc đến trong bài thơ Pan Tadeusz năm 1834 của Adam Mickiewicz và trong các tác phẩm của Alexander Pushkin.